# La Glanerie
La Glanerie est une section de la commune belge de Rumes située en Wallonie picarde et en Flandre romane dans la province de Hainaut. C'était une commune à part entière avant la fusion des communes de 1977.
La Glanerie, primitivement appelé « Glanderie », faisait partie intégrante de la seigneurie de Rumes et est resté, jusqu'en 1888, un hameau de Rumes. La Glanerie est érigé en commune par arrêté Royal le 04 août 1888. 
Ce nom de « Glanderie » endroit où l’on trouve des glands, nous fait supposer qu’autrefois le village était recouvert en grande partie de bois où croissaient particulièrement des chênes ; ces forêts ont aujourd’hui disparu et ont fait place à des terrains fertiles. La promiscuité avec le bois d’Howardries, propriété des Comtes de Chastel de la Howardries, devait être la continuité des forêts qui recouvraient jadis le village.

## Géographie
Le village s'étend en bordure de la frontière belgo-française, de part et d'autre de la chaussée Tournai-Douai, à 12 km de Tournai et à 15 km d'Antoing.

### Hydrographie

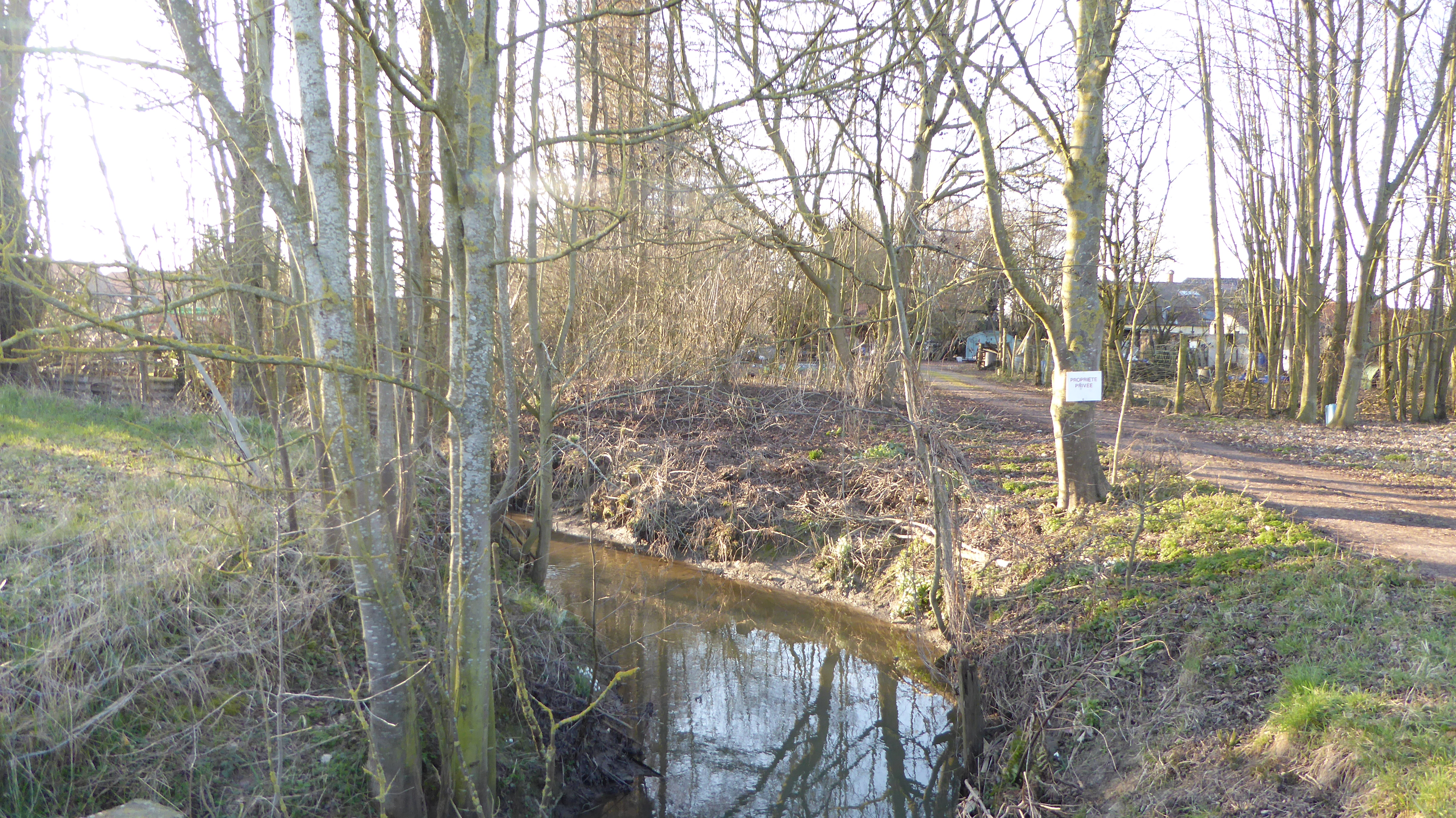
L'Elnon.

L'Elnon sépare la commune du territoire français (village de Mouchin). Sa ligne frontière est de 3,8 km.
Le bassin versant de l’Elnon draine une superficie d’environ 77 km2, dont 22 sont situés sur le territoire belge,.

### Communes limitrophes
| Bachy | Rumes       | Taintignies |
|       | La Glanerie | Brunehaut   |
|       | Mouchin     | Howardries  |

## Évolution démographique
- Sources : INS, Rem. : 1831 jusqu'en 1970 = recensements, 1976 = nombre d'habitants au 31 décembre.

## Histoire

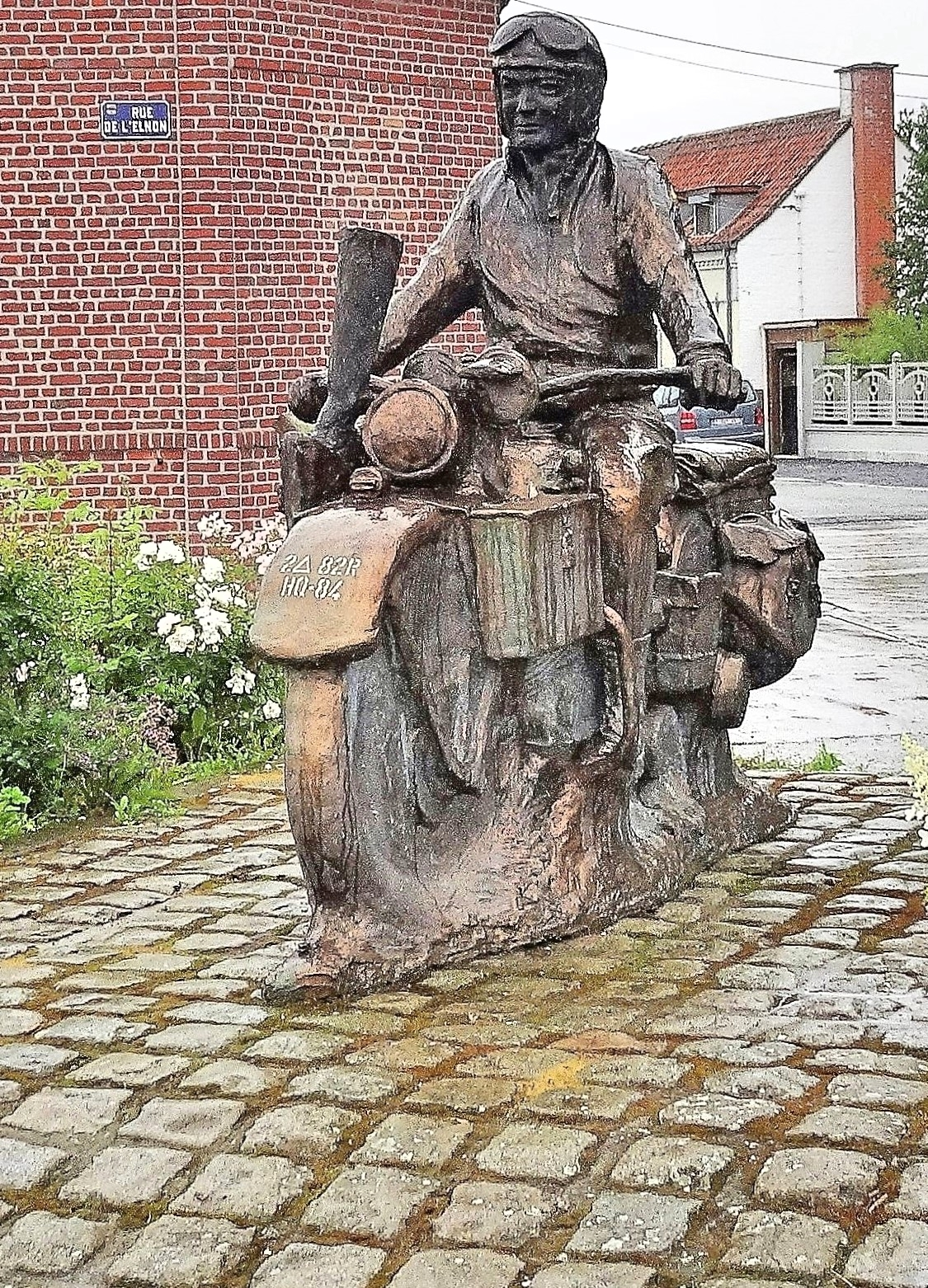
Le mémorial du Motard égaré, premier soldat américain à être entré en Belgique lors de la seconde guerre mondiale. Juin 2022.

L’Histoire de La Glanerie est intimement lié à celle de Rumes distante de 3km. La population locale jusqu’en 1870 due se déplacer jusqu’à Rumes avec ses écoles, son église et sa maison communale.
Au XVIIe siècle, Catherine Du Chambge (1621-1690), est dame (les hommes sont seigneur de, les femmes sont dame de ) du Buisson, fief situé sur La Glanerie. Fille de Monsieur Maistre Noël Du Chambge, licencié es lois, bailli de Pecq, de ce fait représentant le seigneur de Pecq aux États des bailliages de Tournai-Tournaisis et de Marguerite du Bus, elle est baptisée à Tournai le 19 février 1621 et y meurt le 9 mai 1690, à 69 ans. Elle épouse à Tournai le 10 octobre 1644 Balthazar de Flines, licencié es lois et droits, avocat au bailliage de Tournai et Tournaisis. Fils de  Jean, conseiller et procureur fiscal au bailliage de Tournai-Tournaisis et d'Adrienne Desmartin, il meurt à Tournai le 23 octobre 1646. Catherine Du Chambge et Balthazar de Flines sont respectivement la sœur et le beau-frère d'Isabeau de Chambge mariée à Robert de Flines seigneur entre autres de Petit-Fresnoi sur Molenbaix.
La Paroisse:
Depuis de longues années, les habitants de La Glanerie (environ un millier à l’époque) souffrant de la distance qu’ils avaient à parcourir pour se rendre à l’église Saint Pierre de Rumes décidèrent de construire par souscription une église à La Glanerie. La veille de Noël 1865 une première messe y fut célébrée et en 1870 La Glanerie devint une paroisse marquée par la présence d’un curé résident dans le village. 
On la commença en 1869 alors que La Glanerie n'était qu'un hameau de Rumes. Lorsque le vicaire de Rumes quitta le village, un château fut vendu à M. Démesse pour en faire une maison de jeunes. La Glanerie se retrouva sans église et les habitants devaient se rendre pour le saint sacrifice à l'église de Rumes distante de 3 km.
Les Glénériens décidèrent de construire leur propre église. La quête rapporta 17 000 francs (somme fabuleuse pour l'époque). Les habitants fabriquèrent eux-mêmes les briques qui serviraient à la construction. Malheureusement, la somme récoltée ne fut pas suffisante et on dut demander des subsides à la fabrique d'église de Rumes, on les obtint après de nombreuses démarches. L'église étant achevée, le hameau de La Glanerie devint paroisse de Rumes en 1870 et adopta pour patron l'humble charpentier de Nazareth : "Saint Joseph".
La nuit de Noël 1961, l'église Saint-Joseph fut complètement ravagée par le feu et fut reconstruite cinq ans plus tard.
Écoles :
En 1870, furent inaugurées dans le hameau de La Glanerie, des écoles communales primaires pour filles et garçons.
Avant 1888 un vicaire de Rumes (M Mulliez a été vicaire de Rumes de 1884 à 1894, fusse lui ?) avait fait construire un grand bâtiment (Monsieur Demesse le racheta avant qu’il ne devienne le futur couvent de la congrégation des Filles du Saint Esprit) pour y garder la jeunesse du hameau. Les enfants, obligés de parcourir trois kilomètres à pieds par de mauvais chemins pour trouver une école ne fréquentaient guère celle-ci, aussi conséquence inéluctable, beaucoup de nos aïeux agriculteurs et ouvriers du bâtiment travaillant tous en France étaient illettrés, ce dont profitaient certains patrons ou contremaîtres Français véreux. De ce fait, une école primaire pour filles et garçons fut inaugurée. Notons qu’avant l’ouverture d’une classe gardienne en septembre 1902 par les sœurs, les jeunes enfants été gardés dans deux maisons particulières par des personnes non rétribuées. En effet, le mercredi 24 septembre 1902 cinq sœurs arrivaient à La Glanerie à huit heures du soir, avec mission d’y ouvrir un orphelinat et une école pour les enfants de la paroisse : c’étaient Sœur Fortuné Marie, Supérieure – Sœur Saint Pierre de Véronne – Sœur Bernadette – Sœur Marie Marcelle et Sœur Saint Pierre. Le premier janvier il y avait cinq élèves à l’école primaire ; sept à la classe gardienne et cinq à la classe de couture. À la fin de l’année scolaire, il y avait quinze élèves à l’école primaire, vingt-cinq à la classe gardienne et six à la classe de couture.
En 1903 la congrégation obtient l’autorisation de Monseigneur Walravens d’ouvrir un pensionnat qui accueilli rapidement ses premières pensionnaires. L’accroissement de la population scolaire et du pensionnat donnait plus de fatigue dans la maison, la vie n’était pas facile à cette époque.
Le 22 septembre 1934, octroi des premiers subsides du Gouvernement pour une classe. Ce qui fut d’un grand secours pour la communauté. L’école primaire est devenue de ce fait, gratuite tant pour l’école que pour les fournitures classiques.
Les jeunes filles des environs (Rumes, Taintignies, Mouchin…) venaient suivre les cours de lingerie et de confection.
Arriva la guerre de 1940, les sœurs sont contraintes à évacuer. Lorsqu’elles reviennent, elles sont accueillies très chaleureusement par la population. Elles trouvent leur maison dans un piteux état mais elles s’empressent à remettre tout en ordre pour ouvrir les classes. Tous les élèves sont de retour.
Pendant un temps les allemands occupent la maison.
A la fin de la guerre, à la demande de l’armée de la résistance, la maison devient premier poste de secours pour les blessés.
Après la guerre l’école prend son essor. Les élèves et les pensionnaires de plus en plus nombreux nécessitent la construction de nouveaux locaux. 
En 1960 s’ouvre une classe d’enseignement spécial.
En 1962 l’école compte deux classes gardiennes, deux classes primaires, une classe familiale pré-technique, une classe de couture et 3 classes d’enseignement spécial.
Le pensionnat, ayant toujours accueilli des enfants de familles en difficulté, s’ouvre aussi aux « enfants du juge ».Ces enfants faisaient nombre dans notre école.
Vers 1972 la classe de couture est fermée et un peu plus tard la classe familiale pré-technique.
En 1974, les classes d’enseignement spécial sont supprimées.
1975 Fermeture de l'école communale.
Septembre 1985 : Le pensionnat, ayant toujours accueilli des enfants de familles en difficulté, s’ouvre aussi aux « enfants du juge ».Ces enfants faisaient nombre dans école Sainte-Anne.
14/02/2008 Fermeture de Dimension 7.
Jusqu'à ce jour l'école libre Sainte-Anne demeure la seule école du village accueillant élèves de maternelles et primaires.
La Première Guerre mondiale :
Le lundi 24 août 1914 à midi, les Allemands étaient signalés et faisaient peu à peu leur entrée dans le village. Un vif combat engagé aux environs entre les avant-gardes Allemandes et les arrière-gardes Française se poursuivait jusque dans le village. Mais voici que le couvent est entouré de toutes parts et envahi par les Allemands qui s’avancent révolver au poing et menaçant tout le monde. L’officier retient ses hommes et parait étonné de voir les salles de classe transformée en salles d’ambulance. La Révérende Mère Supérieures, Sœur Fortuné Marie eut alors l’inspiration de faire remarquer que son Couvent était indistinctement ouvert à tous. L’officier se radoucit à ses paroles et saluant militairement se retira avec ses soldats.
Durant la première guerre, le village de La Glanerie fut occupé par les Allemands qui occupent toutes les maisons de la paroisse jusque dans la nuit du samedi au dimanche 20 octobre 1918 où ils bâtèrent furtivement en retraite. Les troupes alliées, Anglaises, pénétrèrent dans le village le dimanche matin vers huit heures. 
Le monument aux morts :
Le monument aux morts de La Glanerie date de l’entre-deux-guerres. Il a la forme d’un obélisque dressé vers le ciel et posé sur un socle enclos, délimitant un espace sacré. Totalement réalisé en pierre calcaire, il est de style néo-classique. Sa symbolique est discrète. L’urne à son sommet symbolise la mort. La flamme, qui a malheureusement été cassée, évoque le souvenir et la reconnaissance éternelle. L’étoile à cinq branches sculptée sur quatre faces est l’astre qui luit dans la nuit, assimilée ici à la Mort de tous ceux qui sont tombés au combat. En bas, une palme rappelant l’héroïsme de nos soldats traverse une couronne d’immortelles, symbole d’éternité.
La Seconde Guerre mondiale :
Archives de la congrégation des Filles du Saint-Esprit.
Le 25 septembre 1938, des bruits de guerre ayant jeté la panique à la frontière Française et en Belgique causés par la mobilisation d’hommes et les instructions d’évacuation de la région en cas de déclaration subite d’hostilités entre l’Allemagne et la France. Dès le soir du même jour, les parents sont venus reprendre leurs enfants et le pensionnat a été dépeuplé en quelques heures ; huit jours après, le 3 octobre les pensionnaires nous sont revenues.
Durant l’automne 1939, la déclaration de guerre entre l’Allemagne et la France empêche les pensionnaires toutes Françaises de franchir la frontière.
Le 10 mai 1940 les Allemands violent le territoire Belge, l’ennemi arrive dans la région ; la population affolée veut fuir ; il nous arrive des évacués de Liège, du Limbourg, de Namur, de Charleroi, un peu de partout ; la panique est extrême ; le 13 mai Tournai est bombardé, les habitants de la ville nous arrivent par flots ; l’établissement reçoit tous ceux qui viennent nous demander asile : classes, dortoirs, chambres, tout est pris, il ne nous reste qu’une petite cave pour la communauté ; durant trois jours, tout notre temps se passe à servir les pauvres affamés, à soigner les pieds meurtris, les vieillards qui n’en peuvent plus, les enfants malades ou exténués.
Le 18 mai, on nous avertit de partir sur le champ ; dans quelques heures il serait trop tard, nous allons à la Mairie pour y prendre les directives : le téléphone ne fonctionne plus, aucun ordre du Gouvernement, ni de l’Inspecteur, car nous devions en cas d’évacuation suivre nos élèves en terre Française, là où la localité nous serait désignée, mais c’était la panique partout… Impossible de communiquer avec Tournai, plus de gendarmes à Rumes, plus de chef, plus rien… force nous fut de partir ; nous prîmes la direction de Genech le 19 mai à une heure du matin. Durant ce périple de plusieurs semaines les religieuses passèrent par Saint Pol et Beauval où elles restèrent environ cinq semaines avant de revenir sur La Glanerie où elles retrouvèrent une population heureuse de leur retour. Après avoir remis en état le couvent et l’école qui avaient été pillé, elles rouvrirent l’école qui fonctionna durant les cinq années de guerre, même pendant les mois de novembre et décembre 1940 où les Allemands s’imposèrent pour occuper la classe couture et une petite classe qui servirent, l’une de salle à manger, l’autre de cuisine pour les soldats logeant dans la commune.
A la Libération, le samedi deux septembre 1944, les locaux sont mis à disposition de l’Armée de résistance et l’établissement accepte d’être premier poste de secours en cas de besoin. Désormais les classes pourront fonctionner normalement dans une atmosphère paisible. Dès la rentrée de septembre, quelques pensionnaires reviennent.

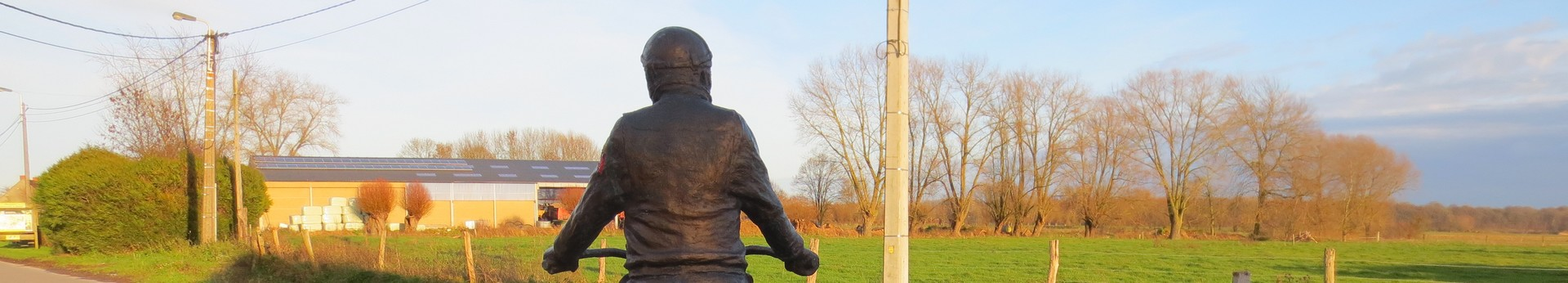
Vue panoramique de l'ancien village de La Glanerie.

Le village est connu pour son Pont de la Libération. C'est par ce pont que le premier soldat américain pénétra en territoire belge le 2 septembre 1944, précédant de peu les premiers régiments à atteindre La Glanerie, Rumes et Taintignies. Depuis, les associations patriotiques et les autorités communales commémorent cet événement chaque année.

En 1994, 2004 et 2019, les 50e, 60e et 75e anniversaires de la Libération ont été l'occasion de cérémonies et de festivités de plus grande envergure. L'Entité rumoise tire en effet une grande fierté d'avoir été la première à être libérée en Belgique.

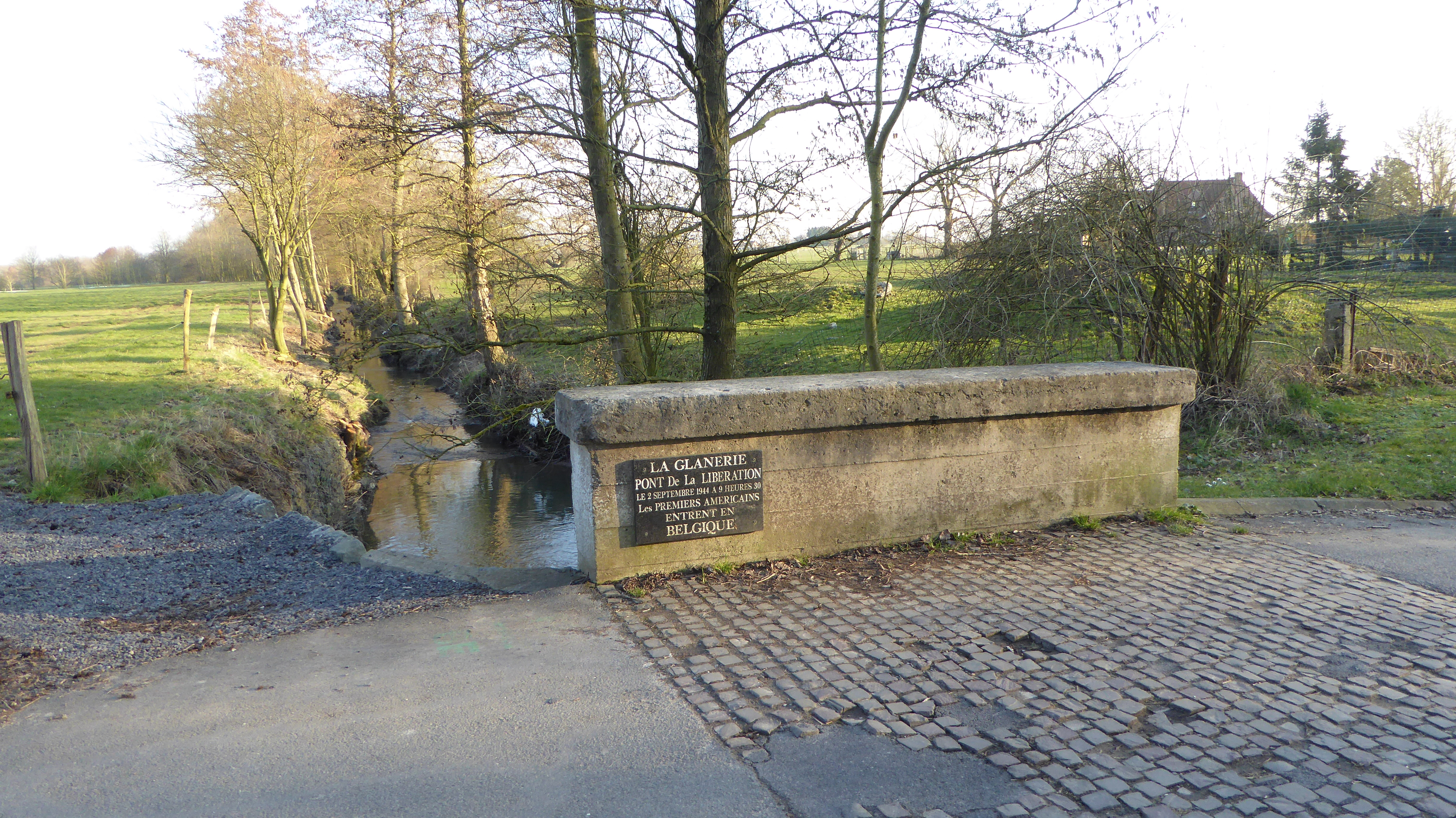
Pont de la Libération.

Le 2 septembre 2009 à l'occasion du 65e anniversaire de la Libération et en présence du Général Jockin, représentant de S. M. le Roi, du Gouverneur du Hainaut C. Durieux, du Colonel Ph. Misson, Commandant militaire du Hainaut, du Colonel Horn, représentant militaire des États-Unis auprès du Shape et de nombreuses personnalités civiles et militaires, un Mémorial dédié aux héros de la Libération fut inauguré sur le petit square situé à la sortie du village, sur la route menant à Brunehaut, non loin du Pont de la Libération. On peut y admirer une très belle sculpture d'Erik Dupon de Haringe, représentant le 1er motard américain entrant en Belgique.

## Culture

### Section musique
Rumes comporte une fanfare harmonique très réputée, des groupes de musique comme les « papys stars » ou encore le duo Fred et Christ.

## Personnalités liées à la commune
Le dessinateur Serdu (Serge Duhayon) est né à La Glanerie.